# Хилдебад
Хилдебад (Hildebad, Heldebadus, Ildibad; † май 541) е крал на остготите в Италия през 540 – 541 година.
Хилдебад е племенник на краля на вестготите Теудис (Theudis). Когато през май 540 г. предишният крал на остготите Витигис е заловен в Равена от генерал Велизарий и закаран в Константинопол, останалите остготи, особено от Верона и Павия, недоволни от поражението, издигат след известно време Хилдебад за техен нов крал, въпреки че не е от рода на Амалите и няма права за трона. Понеже тази войска е само от хиляда души, се предполага, че Хилдебад може да се задържи само няколко седмици.
Велизарий се оттегля от Италия, a Юстиниан I не определя негов способен наследник. Тогава византийските военачалници поделят територията помежду си и имат само едно на ум: плячка. За няколко седмици моралът на византийската армия е спаднал. Към края на годината Хилдебад събира голяма армия, към която се присъединяват множество дезертьори от византийци и контролира практически цялата италианска територия северно от река По.
Хилдебад господства по-малко от една година. На един дворцов банкет през май 541 Хилдебад е обезглавен от гепида Велас, негов пазач, понеже обещава неумислено неговата годеница на друг. Велас отрязва главата на Хилдебад на масата, докато посяга с ръката си за храна, го намушква с меча си, главата му се търколила на масата, а в пръстите си държал още яденето, за ужас на останалите.
Негов директен послденик е Ерарих, който е крал също само няколко месеца. Тогава следва на трона племенникът на Хилдебад Тотила, последният значителен остготски крал.